# Izzy Cohen
Isadore "Izzy" Cohen es un personaje ficticio que aparece en los cómics estadounidenses publicados por Marvel Comics. Su primera aparición fue en el Sgt. Fury and the Howling Commandos vol. 1 #1 (mayo 1963).

## Biografía del personaje ficticio
Cohen es uno de los muchos aliados de Nick Fury que trabajan juntos para combatir la amenaza nazi durante la Segunda Guerra Mundial. Cohen ha tenido docenas de aventuras con el equipo, como en Sgt. Fury and the Howling Commandos# 32, donde cae bajo la influencia del lavado de cerebro nazi. Se las arregla para resistir las órdenes de matar a sus amigos y puede ayudar a cambiar las tornas de su cerebro y completar la misión interrumpida para destruir una planta de armas. Durante sus aventuras, su hermana, sin nombre, es vista brevemente.
Después de la guerra, Cohen regresa a Brooklyn, se establece con su esposa y dirige el taller mecánico de su padre. Él tiene dos hijos y una hija. Convierte el negocio familiar en una cadena de concesionarios de automóviles, que finalmente pasa a sus hijos.
Cohen se inscribe para un turno de servicio en la Guerra de Corea, donde ocupa el rango de sargento.
La carrera militar de Cohen continúa hasta la guerra de Vietnam, donde se reúne con los Comandos para una misión especial. Fuera de la guerra, Cohen todavía termina en problemas. En una reunión de 1972 termina siendo asesinado y una década después, se enfrenta a un Life Model Decoy del criminal de guerra nazi Barón Von Strucker.
Cuando la organización de espionaje de Nick Fury, S.H.I.E.L.D., es corrompida por un señuelo modelo de vida sensible y casi destruida desde adentro, Cohen sirve con el grupo hasta que pueda volver a ponerse de pie. 
Con los años, Cohen y sus amigos han lidiado con las muertes de Nick Fury, en su mayoría correctamente adivinando que era una especie de artimaña o LMD. Fueron engañados en una ocasión en la que el vigilante Punisher, no en su sano juicio, había matado a un Fury LMD. 

## Poderes y habilidades
Cohen es considerado un genio mecánico. Aunque se especializa en automóviles, tiene talento para manipular y reparar todo tipo de dispositivos mecánicos. Como guardabosques, también está entrenado en explosivos. Su armamento tiende a consistir en granadas y ametralladoras.

## En otros medios
- Izzy aparece brevemente en la serie animada X-Men de la década de 1990, en el episodio "Old Soldiers", junto a dos de sus camaradas de los Comandos Aulladores, Nick Fury y Dum Dum Dugan, rescatando al Capitán América y Wolverine.
- Cohen aparece en el episodio de The Super Hero Squad Show, "La ira del cráneo rojo". Él junto a Dum Dum Dugan y Gabe Jones aparecieron en un flashback cuando Nick Fury relata cómo él y el Capitán América lucharon contra el Cráneo Rojo.
- Izzy Cohen aparece en la película de televisión en acción en vivo de 1988 Nick Fury: Agent of S.H.I.E.L.D.. Es agente de S.H.I.E.L.D.
- Izzy Cohen aparece en la serie animada de 1996 The Incredible Hulk con la voz de Thom Barry. Es retratado como un despiadado agente de S.H.I.E.L.D. que trabaja con el equipo "Hulkbusters" del general Thunderbolt Ross.
- Izzy Cohen aparece en el episodio de The Avengers: Earth's Mightiest Heroes, "Meet Captain America", como miembro de los Comandos Aulladores.